# Kerkyra (Regionalbezirk)
Der Regionalbezirk Kerkyra (griechisch Περιφερειακή Ενότητα Κέρκυρας Periferiakí Enótita Kérkyras) ist der größte der fünf Regionalbezirke der griechischen Region Ionische Inseln. Er besteht aus den drei Gemeinden der Insel Korfu mit umliegenden Eilanden, den Diapontischen Inseln sowie der Inselgruppe Paxi. Verwaltungssitz ist die Regionshauptstadt Korfu.
Das Gebiet wurde als Präfektur nach dem Anschluss der Ionischen Inseln an Griechenland 1864 gebildet. Mit der Verwaltungsreform von 2010 wurde die Präfektur aufgelöst und ihre Kompetenzen an die Region Ionische Inseln und die neu zugeteilten Gemeinden übergeben. Das Gebiet bestand zunächst aus den beiden Gemeinden Kerkyra und Paxi, seit einer Überarbeitung der Gebietszuschnitt der Gemeinde Kerkyra 2019 aus den Gemeinden Kendriki Kerkyra ke Diapondia Nisia, Notia Kerkyra, Voria Kerkyra und  Paxi. Der Regionalbezirk Kerkyra stellt mit 17 von 35 Abgeordneten im Regionalrat der Ionischen Inseln eine Mehrheit der Mandate, hat darüber hinaus jedoch keine politische Bedeutung als Gebietskörperschaft.

Karte des Regionalbezirks